# مرحله مقدماتی جام جهانی فوتبال ۲۰۱۴ – آسیا مرحله پنجم
مرحله پنجم مسابقات مقدماتی جام جهانی فوتبال ۲۰۱۴ در قاره آسیا مابین کشورهای اردن و ازبکستان برگزار شده است.
در این مرحله تیم‌های سوم گروه ۱ و ۲ مرحله چهارم این مسابقات در دو بازی رفت و برگشت با یکدیگر به رقابت می‌پردازند. سپس تیم برتر باید به دیدار تیم پنجم منطقه آمریکای جنوبی برود.

## تیم‌ها
- تیم سوم گروه A  ازبکستان
- تیم سوم گروه B  اردن

## مسابقات
| تیم ۱ | نتیجه‌نهایی  | تیم ۲    | بازی رفت | بازی برگشت |
| ----- | ----------- | -------- | -------- | ---------- |
| اردن  | ۲–۲ (۹–۸ پ) | ازبکستان | ۱–۱      | ۱–۱ (و.ا.) |

### مسابقه رفت
| اردن            | ۱–۱   | ازبکستان        |
| --------------- | ----- | --------------- |
| مصعب اللحام ۳۰' | گزارش | سرور جپاروف ۳۵' |

### مسابقه برگشت
| ازبکستان           | ۱–۱ (و.ا.) | اردن           |
| ------------------ | ---------- | -------------- |
| آنزور اسماعیلوف ۵' | گزارش      | سعید مرجان ۴۲' |
| ضربات پنالتی       |            |                |
|                    | ۸–۹        |                |